# レーティッシュ鉄道ABi 5701-5706形客車

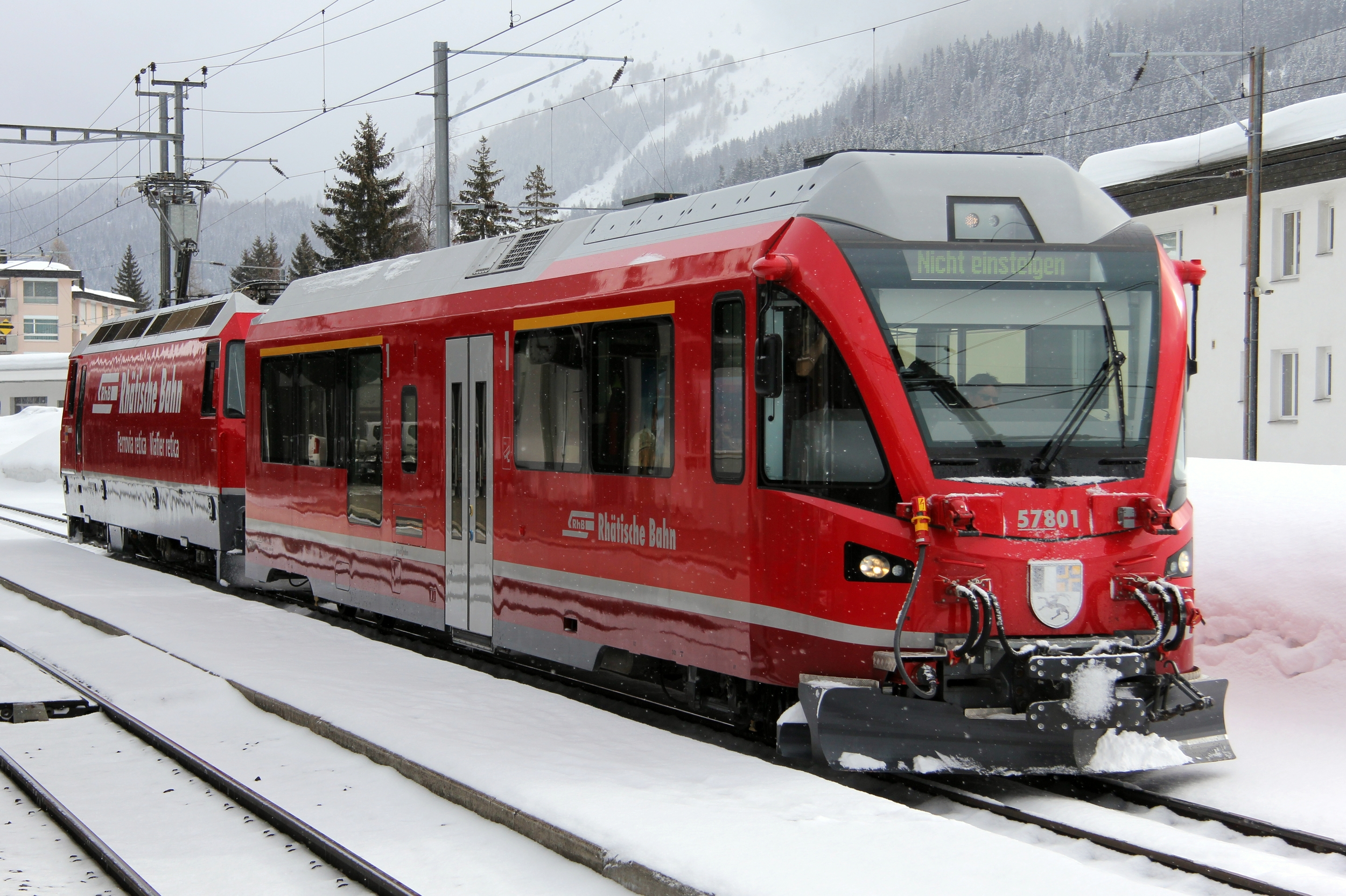
ABi 5701-5706形の制御車のAt 578 01号車とGe4/4^{III} 647号機による試運転列車、ダボス・ドルフ駅、2018年

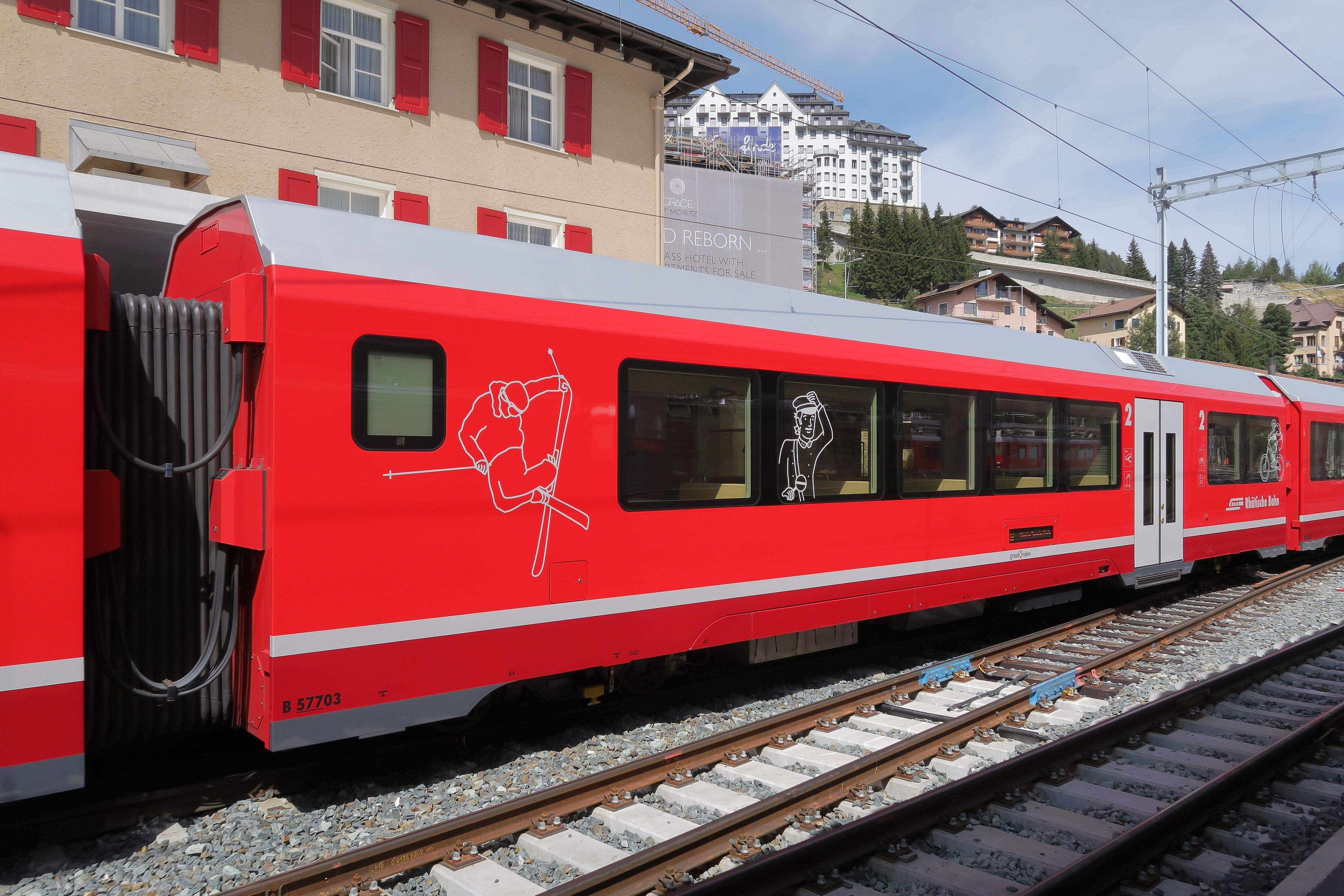
ABi 5701-5706形の中間車のB 577 03号車サンモリッツ駅、2017年

レーティッシュ鉄道ABi 5701-5706形客車（レーティッシュてつどうABi 5701-5706がたきゃくしゃ）は、スイスのレーティッシュ鉄道の本線系統で使用される山岳鉄道用客車である。

## 概要
スイスの鉄道では、1990年代以降、低床式の客車や電車の導入によりバリアフリー化が推進されており、レーティッシュ鉄道でも1999年製のBDt 1751-1758形部分低床式制御客車の導入によって一部列車のバリアフリー化および終端駅での機関車付替作業の省略による効率化を図ってきたが、引続き近い将来代替が必要となる旧型の機材による運行が主体となっていた。そのため、2007年にはさらにバリアフリー化や冷房化などのサービス向上と運行の効率化を図り、旧型の機材を代替するための4ステップからなる長期計画が以下の通り策定されている。
| ステップ    | 機種       | 導入数    | 予定運行区間                                                | 予算額                  | 備考                          |
| ----------- | ---------- | --------- | ----------------------------------------------------------- | ----------------------- | ----------------------------- |
| 第1ステップ | 交直流電車 | 3両15編成 | ベルニナ線、クール・アローザ線、ラントクアルト - ダヴォス間 | 約150百万スイス・フラン | 2010年運行開始予定            |
| 第2ステップ | 交流電車   | 4両5編成  | クール近郊区間                                              | 約50百万スイス・フラン  | 2007年末までに最終決定        |
| 第3ステップ | 客車       | 5両7編成  | クール - サンモリッツ間                                     | 約80百万スイス・フラン  | 2008-09年に導入の最終意思決定 |
| 第4ステップ | 交流電車   | 5両10編成 | ディセンティス/ミュスター - シュクオール・タラスプ間        | -                       | 導入については後日決定        |
| 1. 2. 3.    |            |           |                                                             |                         |                               |

本形式はこの計画の第3ステップ用の機材として計画されたもので、2009年に計画の具体化と資金調達方の決定がなされ、翌2010年1月に競争入札の手続きが開始されて7社に提案依頼書を提示し、うち4社から提案を受けて検討がなされ、スイスのシュタッドラーが発注先に決定して連邦政府およびグラウビュンデン州からの資金供与の承認が得られた後、12月20日には124百万スイス・フランで6両7編成を導入する契約が締結されている。
2012年10月に安全認証が承認された時点での設計要件は以下の通りであった。
- 最急勾配35パーミルのクール - サンモリッツ間で運用。
- Ge4/4III形電気機関車での牽引を想定し、重量300t以下、最大牽引力200kNとする。
- 主要寸法をEW II系[3]客車と同等とした2軸ボギー車とする。
- レーティッシュ鉄道標準の緩衝器を中央に配したねじ式連結器を使用し、緩衝器には摩擦低減のためのナイロンプレートを装備するほか、編成中間には半永久連結器もしくは自動連結器の使用も可能とする。
- 固定編成に他の客車を増結することができる車体強度を有する。
- 諸規定・規則に準拠する。

その後2013年10月には制御客車の追加をはじめとする設計変更がなされ、以下の通りの概要となっている。
- 客車のみの6両編成から制御客車のAit 578形を追加した7両編成として編成最後部に機関車を連結したプッシュプル運転を可能とした一方、製造数を7編成から6編成に変更する。
- 衝突安全基準EN15227への準拠するため、制御客車先頭部への衝撃吸収型緩衝器の装備と車体構造の強化を実施。
- 既存のEW II系、EW III系、EW IV系客車、DS 4219-4226形電気暖房・荷物車[4]、氷河急行用GEX2006系客車、ベルニナ急行用パノラマ客車およびGe4/4III形電気機関車と連結できる車体強度を有し、遠隔制御・総括制御装置、ブレーキ装置、ナイロン板付緩衝器を持つ連結器を装備する。
- 1等車1両を1等/2等合造車に変更し、編成定員を調整する。
- 全長131.25m、空車重量170t・積車重量194t、定員1等90名・2等217名・折畳席13名・車椅子4名とする。
- 編成端のBi 576形およびAit 578形は低床部を有するものとし、車椅子対応トイレを装備する。
- 編成中間のB 577形は子供向けの遊具スペースを有するファミリー・レジャー車とする。
- 乗降扉は低床部は幅1200mm、それ以外は幅1400mmのそれぞれ両開き扉とする。

本形式は2014年11月に製造が開始され、最初の1編成の制御客車を除く6両が2015年12月3-4日にラントクアルトからレーティッシュ鉄道に搬入され、各種試験の後に2016年12月11日のダイヤ改正より2編成が制御客車なしの6両編成での運用を開始し、翌2017年夏までに全6編成が制御客車なしでの運用を開始している。また、遅れて発注された制御客車のAit 578形は最初の1両が2015年12月2日に入線した後に、遠隔制御をするGe4/4III形およびABe8/12 3501-3515形との試運転を実施し、2017年末より全編成が制御客車を含む7両編成での運行を開始している。
本形式の設計を担当したシュタッドラー・レールは、第1ステップで導入されたABe8/12 3501-3515形と第2ステップで導入されたABe4/16 3101-3105形の製造を担当したメーカーであり、本形式の基本構造や車体内外のデザインは2機種をベースとしたもので、同社のテーラーメイドシリーズ客車の1機種となっている。また、第1ステップのABe8/12 3501-3515形と第2ステップのABe4/16 3101-3105形はレーティッシュ鉄道沿線で使用されているロマンシュ語で「こんにちは」「ようこそ」などを意味する「アレグラ」（Allegra）の名称がつけられているが、本形式は運用されるアルブラ線の由来となっているアルブラ川およびその流域のアルブラ渓谷周辺の地域名である「アルブラ」（Alvra）の名称がつけられているほか、アルブラ線用の固定編成列車を表すAlvra-Gliederzugとも呼称されている。
本形式の各編成は、2等/展望車のBi 576形、2等車のB 573形、B 574形、B 577形、1等/2等車のAB 572形、1等車のA 570形、1等制御車のAt 578形制御客車で構成される7両編成となっており、各車の形式名のうち、記号の"A"は1等室、"B"は2等室、"i"は多用途室、"t"は運転室を、数字の100位の"5"は客車、10位の"7"は固定編成、1位のうち"8"は制御客車をそれぞれ示すもので、形式名に続いて2桁で個別の車号が記される。各編成にはABi 5701からABi 5706までの編成番号が付与されており、編成番号と各車の機番は以下の通りとなっている（Xは第1から第6までの編成番号を示す）。なお、At 578形は導入当初Ait 578形と称していたが、2018年5月1日にAt 578形に形式変更されている。
- ABi570X：Bi 5760X + B 5740X+ B 5730X+ B 5770X+ AB 5720X+ A 5700X+ At 5780X

また、各編成の製造年月日は以下の通り。
| 編成番号 | Bi576          | B574           | B573           | B577           | AB572          | A570           | At578          |
| -------- | -------------- | -------------- | -------------- | -------------- | -------------- | -------------- | -------------- |
| ABi 5701 | Bi 57601       | B 57401        | B 57301        | B 57701        | AB 57201       | A 57001        | At 57801       |
| ABi 5701 | 2015年12月 3日 | 2015年12月 3日 | 2015年12月 3日 | 2015年12月 2日 | 2015年12月 2日 | 2015年12月 2日 | 2016年11月24日 |
| ABi 5702 | Bi 57602       | B 57402        | B 57302        | B 57702        | AB 57202       | A 57002        | At 57802       |
| ABi 5702 | 2016年 3月18日 | 2016年 3月18日 | 2016年 3月18日 | 2016年 3月17日 | 2016年 3月17日 | 2016年 3月17日 | 2017年7月25日  |
| ABi 5703 | Bi 57603       | B 57403        | B 57303        | B 57703        | AB 57203       | A 57003        | At 57803       |
| ABi 5703 | 2016年 7月 7日 | 2016年 7月 7日 | 2016年 7月 7日 | 2016年 7月 6日 | 2016年 7月 6日 | 2016年 7月 6日 | 2017年7月25日  |
| ABi 5704 | Bi 57604       | B 57404        | B 57304        | B 57704        | AB 57204       | A 57004        | At 57804       |
| ABi 5704 | 2016年10月21日 | 2016年10月21日 | 2016年10月21日 | 2016年10月20日 | 2016年10月20日 | 2016年10月20日 | 2017年9月26日  |
| ABi 5705 | Bi 57605       | B 57405        | B 57305        | B 57705        | AB 57205       | A 57005        | At 57805       |
| ABi 5705 | 2017年 2月14日 | 2017年 2月14日 | 2017年 2月14日 | 2017年 2月13日 | 2017年 2月13日 | 2017年 2月13日 | 2017年9月26日  |
| ABi 5706 | Bi 57606       | B 57406        | B 57306        | B 57706        | AB 57206       | A 57006        | At 57806       |
| ABi 5706 | 2017年 5月 4日 | 2017年 5月 4日 | 2017年 5月 4日 | 2017年 5月 3日 | 2017年 5月 3日 | 2017年 5月 3日 | 2017年9月26日  |

## 仕様

### 車体
- 本形式は7両固定の固定編成で、サンモリッツ側からクール側に向かってBi 576形、B 573形、B 574形、B 577形、AB 572形、A 570形、At 578形で構成されており、7両固定編成で使用されるほか、制御客車のAi 578形を除いた6両固定編成でも使用することが可能であり、また、本形式と牽引機の間に本形式以外の客車を増結して運用することも可能となっている。編成両端のBi 576形とAi 578形は台車上部が960mmもしくは1050mm（At 578形の運転室後部）の高床式、その他の部分がレーティッシュ鉄道のホーム高さに対応した床面高さ450mmの低床式となっており、この部分に 車椅子対応トイレと車椅子スペースが用意されている。 編成中間のB 573形、B 574形、B 577形、AB 572形、A 570形は床面高さ960mmの高床式で、各車に自転車およびベビーカー積載スペースが用意されている。また、牽引機の次位となるサンモリッツ側編成端のBi 576形の編成端側の半室は大型窓を備えた展望室となっており、中間のB 577形は他の車両と接客設備が異なるファミリー・レジャー車となっている。
- 車体は中間車は車体長17800mm、制御客車は17960mmのアルミ製で、制御客車の運転台部分は縦方向に左右2本設置された太径の鋼管による骨組みにガラス繊維強化プラスチック製外装を装備したもの、モジュール構造となっている車体は車体側面の上部を内側に絞り、屋根上機器および床下機器のカバーを装備したものとなっている。また、各車は車両中央部に乗降デッキ、その前後に客室の配置となっており、乗降扉は低床式のBi 576形とAi 578形は有効幅1200mmで扉下部の床内に引込式のステップを設置した両開式、その他の車両は有効幅1400mm両開式で、いずれも電気駆動のスライド式プラグドアとなっている。側面窓は高床部は高さ1005mm、At 578形の運転室後部の高床部は915mm、低床部は1515mmのいずれも固定窓となっていて、窓高さは低床部と高床部のものの上辺を揃えて設置されているほか、展望室は側面に床面から側面上部までの高さで電動の上段下降式二段窓が、屋根肩部にも固定式の窓が設置されている。また、乗降扉脇の窓下部にはLED式の行先表示器が設置されている。連結器は編成両端およびAi 578形とA 570形の間が車体取付のねじ式連結器で緩衝器が中央、フック・リングがその左右にあるタイプ、その他の編成中間部が半永久連結器となっている。
- 制御客車のAt 578形の先頭部は、ABe8/12 3501-3515形およびABe4/16 3101-3105形と同一のデザインで、縦方向に曲面で大きく絞り込み前面窓ガラス下部に段差を設け、左右側面も前面下部へ向かって内側へ絞った形状であるが、欧州の衝突安全基準であるEN 15227に対応するために新しい衝撃吸収型の緩衝器を装備したほか、構体前面や車体前面下部のスノープラウの強化が実施されている。また、大型の1枚曲面ガラスの全面窓ガラスの上部にLEDの行先表示器が設置されており、下部の左右および上部にLEDの前照灯と標識灯のユニットが設置されている。また、車体の前面下部に上部がステップを兼ねた大型のスノープラウが、台車先頭部にも小型のスノープラウが設置されており、カーブの区間でも確実に除雪ができるようになっている。
- 室内は1等室が2+1列の3人掛けでシートピッチ2050mmの固定式クロスシート、Bi 576形の展望等室とファミリー・レジャー車のB 577形以外の2等室は2+2列でシートピッチ1800mmの4人掛けの固定クロスシートがそれぞれ配置され、座席は1等室、2等室いずれも1名分ずつの独立した形状のバケットシートで肘掛とヘッドレスト付となっており、1等室のものは黒系色のモケットと白の布製ヘッドレストカバー付、2等室のものは黒および青系色のモケットとビニール製ヘッドレスト付のものとなっている。また、展望室は室内中央に車両外側向きに折畳席が計14席設置されている。ファミリー・レジャー車のB 577形の2等室の半室（サンモリッツ側）には山小屋をイメージした2+2列でシートピッチ1740mmの、4人掛けで座面が木製のベンチ式固定クロスシートと大型のテーブルが配置されるほか、室内の一端にGe6/6I形電気機関車を模したすべり台などが設けられた子供スペースが設置されており、もう半室（クール側）には壁面に折畳席が計14配置されるほか、自転車を壁面に掛けるためのフックが用意されて計10台の自転車やウィンタースポーツ用具などが積載可能となっている。
- 室内には列車位置情報など各種案内用の液晶ディスプレイが設置され、車内放送装置、車外の行先表示器などと共にRuf-Gruppe[8]製のVisiWebと呼ばれるシステムによって統合されている。各座席部のテーブル下には充電用のコンセントが設置され、1等室の座席には読書灯と側面窓の電動式日除が装備されるほか、各車の室内灯はLEDとなっており、1等室の照明は時間帯や季節によって自動的に調整されるものとなっている。また、空調装置は室内の二酸化炭素濃度に応じて外気導入量を調整する機能を有しており、これにより空調効率を高めている。
- 運転室は中央運転台のデスクタイプで、2ハンドル式のマスターコントローラーを設置しており、3面式の計器盤の各計器類は従来タイプの針式のもののほか、車両情報装置用の液晶ディスプレイが設置されており、側面窓には電動式のバックミラーが設置されている。
- 車体塗装は赤をベースに車体裾部が濃赤色で赤色との境界部分に銀帯が入り、窓周りを黒としたもので、窓下にレーティッシュ鉄道のロゴが、側面乗降扉横の銀帯部にグラウビュンデン州のロゴが入り、制御客車の正面下部中央にはグラウビュンデン州のエンブレムがつき、ファミリー・レジャー車のB 577形の側面にはスキーヤーと自転車に乗る人、車掌のイラストが入れられている。また、屋根および屋根上機器、乗降扉が銀色、床下機器と台車、床下機器カバーの下辺部はダークグレーである。
- 台車は制御客車のAt 578形の先頭側を除き、Stadler製の低床車用台車を装備しており、この台車は車輪径685mm/615mm（新品時/最大摩耗時）で軸距1800mmのボルスタレス式台車で枕ばねは空気ばね、軸ばねはコイルばねで軸箱支持方式は軸梁式となっている。また、At 578形の先頭側はABe 3501-3505形の制御客車であるABt 318形のものと同一の大径心皿式で車輪径810mm（新品時）、軸距2000mmの台車を使用しており、こちらも枕ばねは空気ばね、軸ばねはコイルばねで軸箱支持方式は軸梁式となっている。また、輪軸はいずれもゴムブロック式の防音車輪を使用している。
- ブレーキ装置は空気ブレーキ装置を装備して真空/空気両用ブレーキを装備した機関車・電車および制御客車からのブレーキ制御が可能となっているほか、同様に空気ブレーキを装備したGEX2006系やパノラマ客車や、真空制御式空気ブレーキを装備した一般の客車、真空ブレーキを装備した貨車などと編成を組むことが可能となっている。

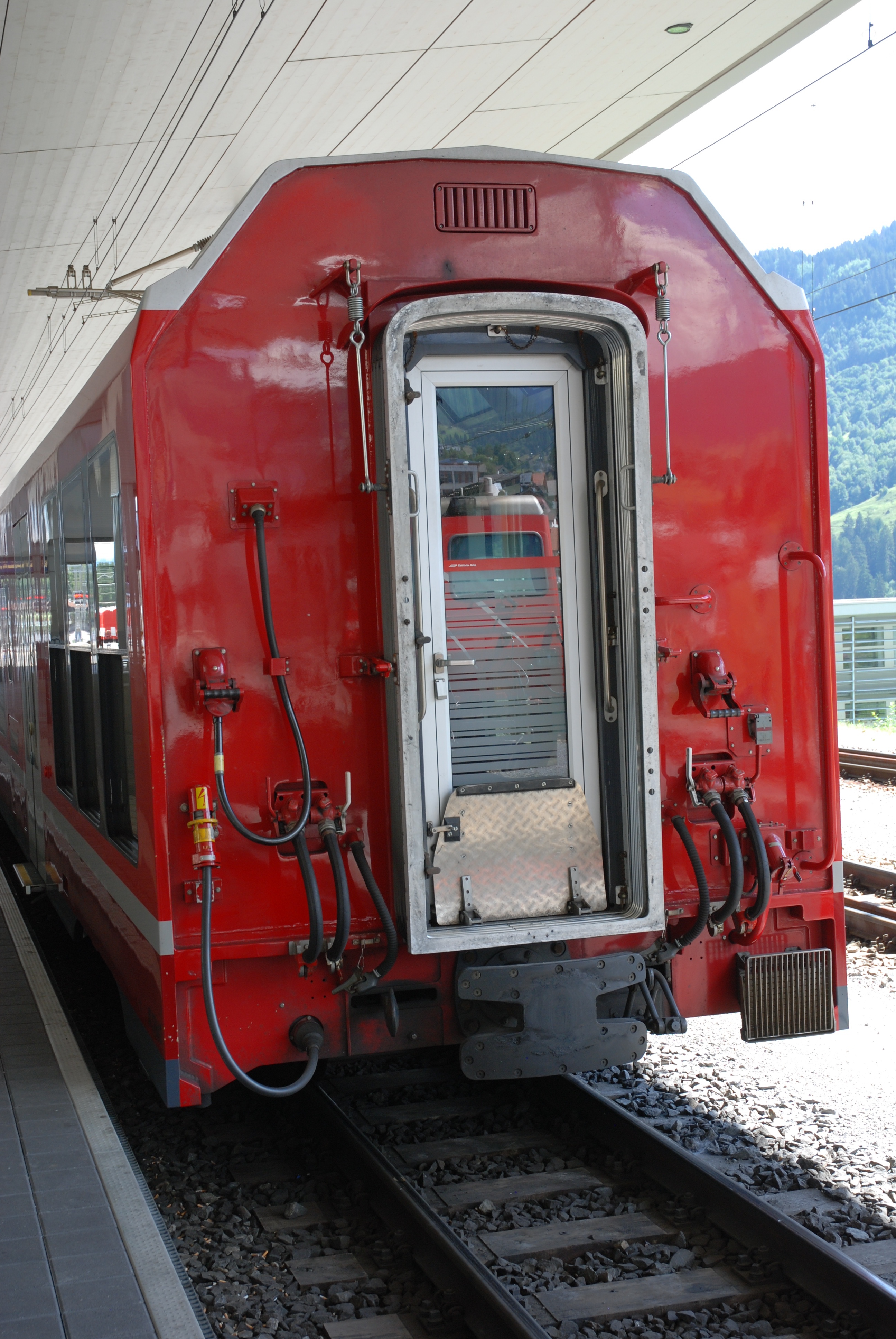
機関車側の編成端となるBi 57602号車の連結面、連結器は通常のねじ式連結器、2018年
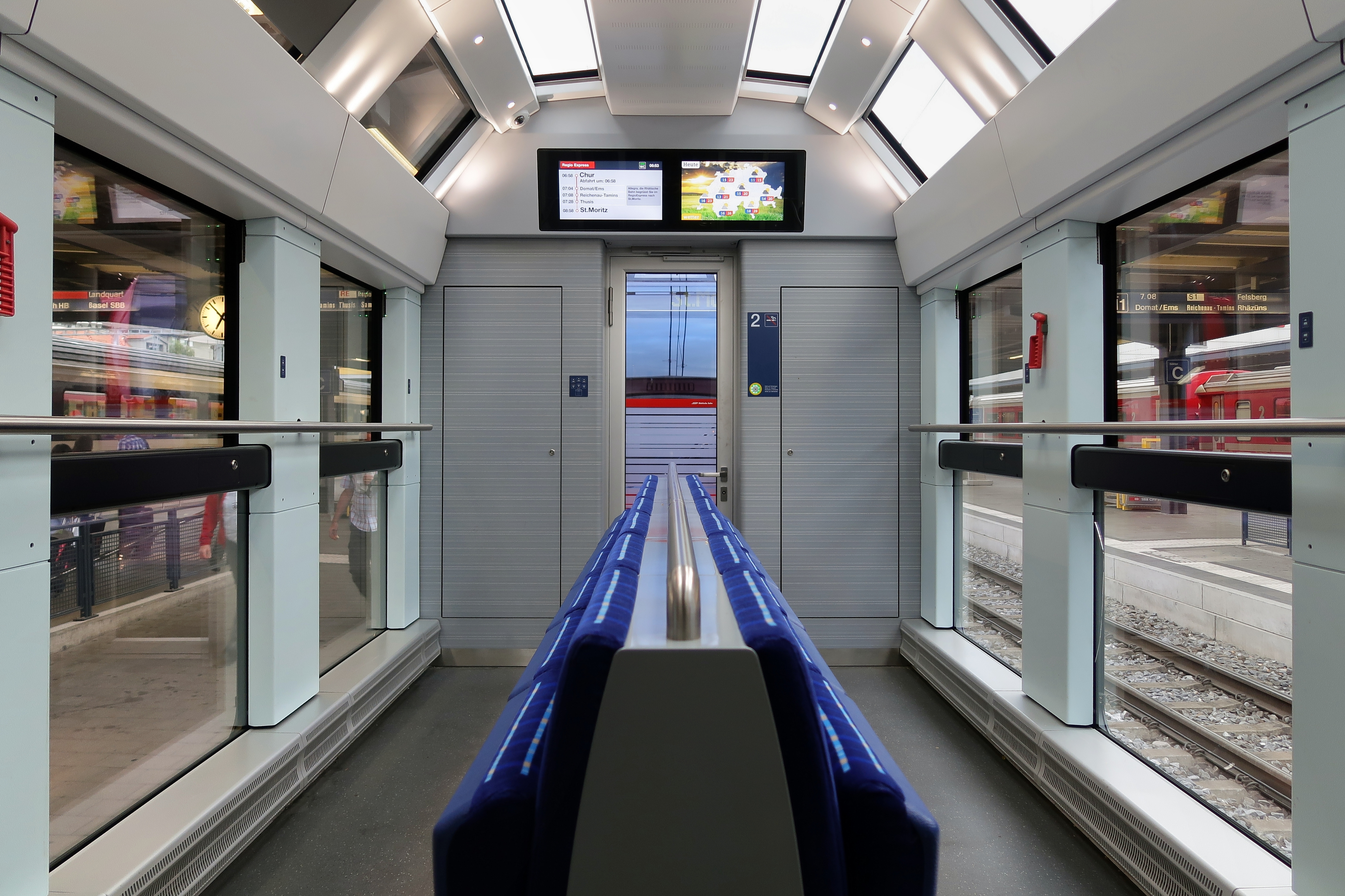
機関車側の編成端となるBi 576形の展望室内、折畳席が外向きに配置される、2017年
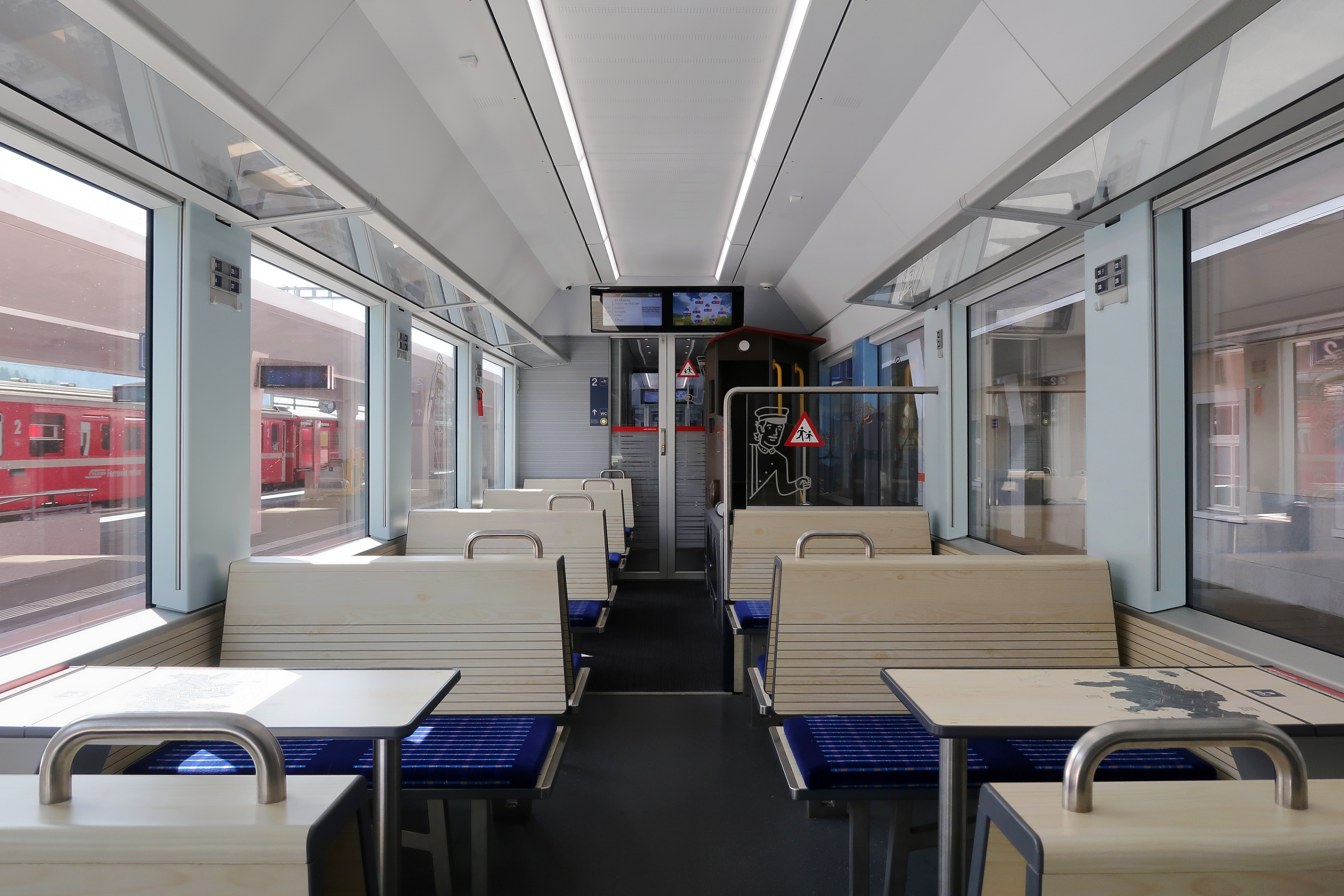
ファミリー・レジャー車のB 577形のサンモリッツ側客室内、山小屋をイメージしたベンチ式座席と大型のテーブルが装備される、2017年
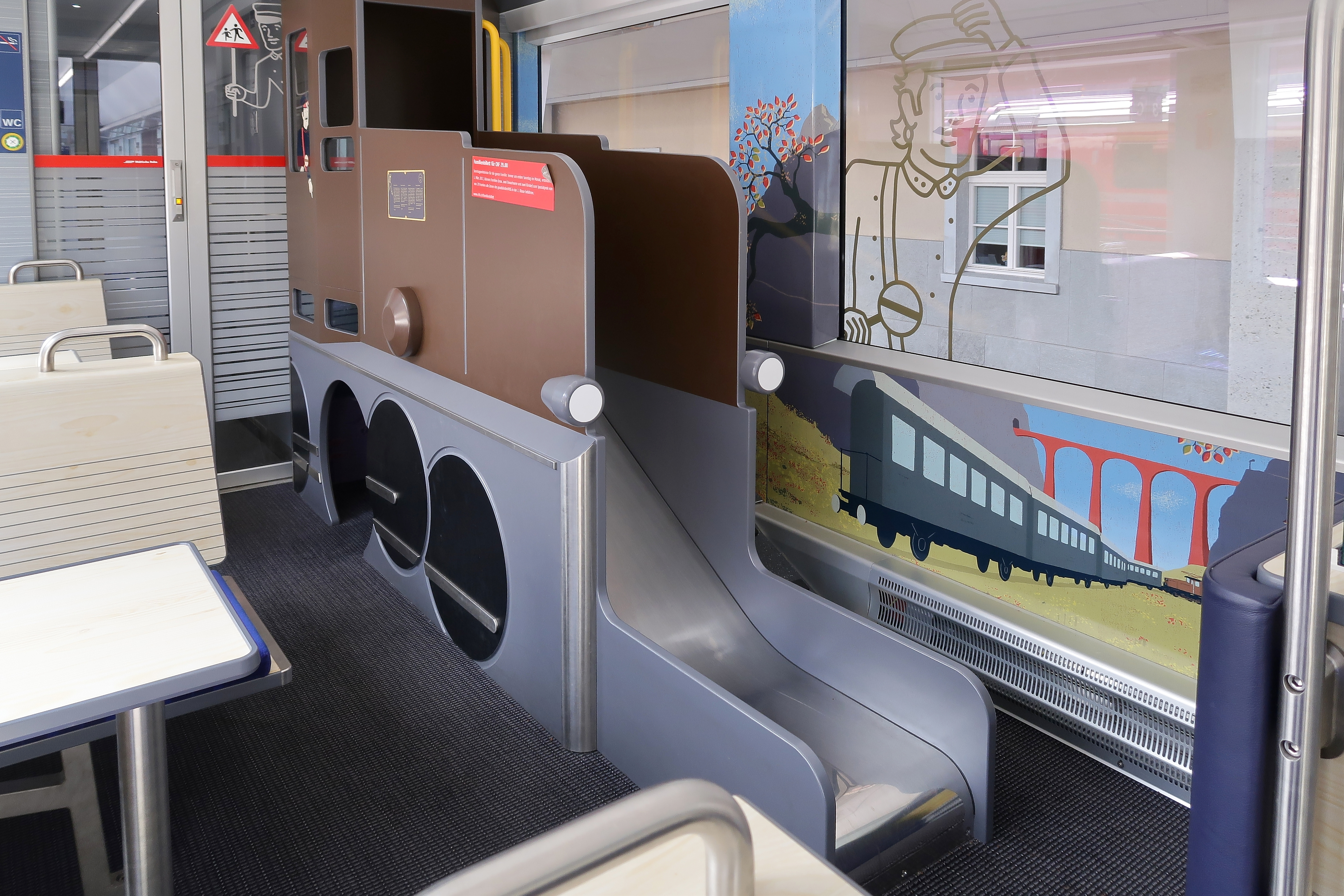
ファミリー・レジャー車のB 577形の室内の一端には子供用のすべり台が設置されている、2017年
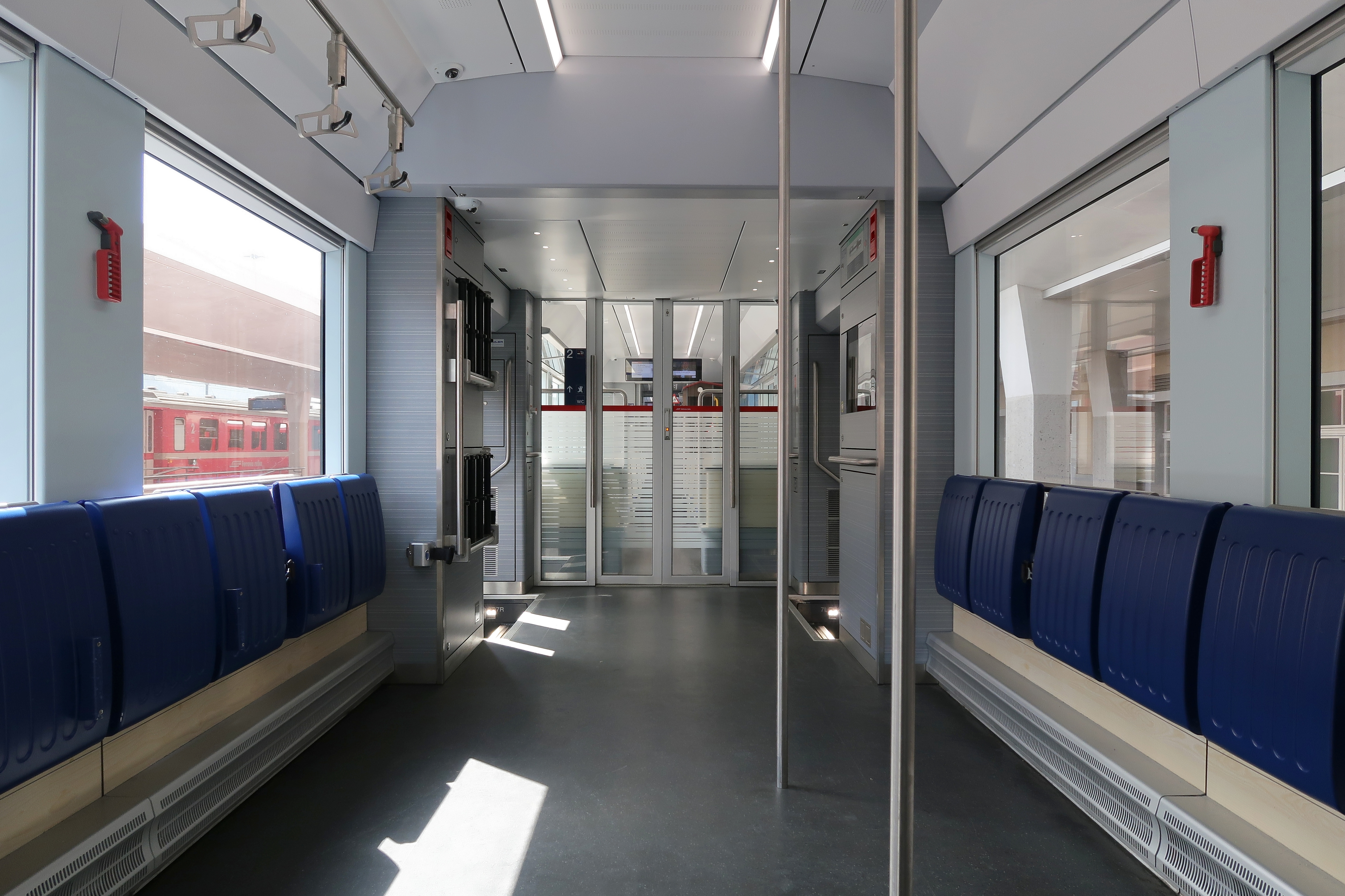
ファミリー・レジャー車のB 577形クール側客室内、折畳座席、自転車用の壁掛けフックを装備し、自転車10台やウィンタースポーツ用具などを搭載できる、2017年
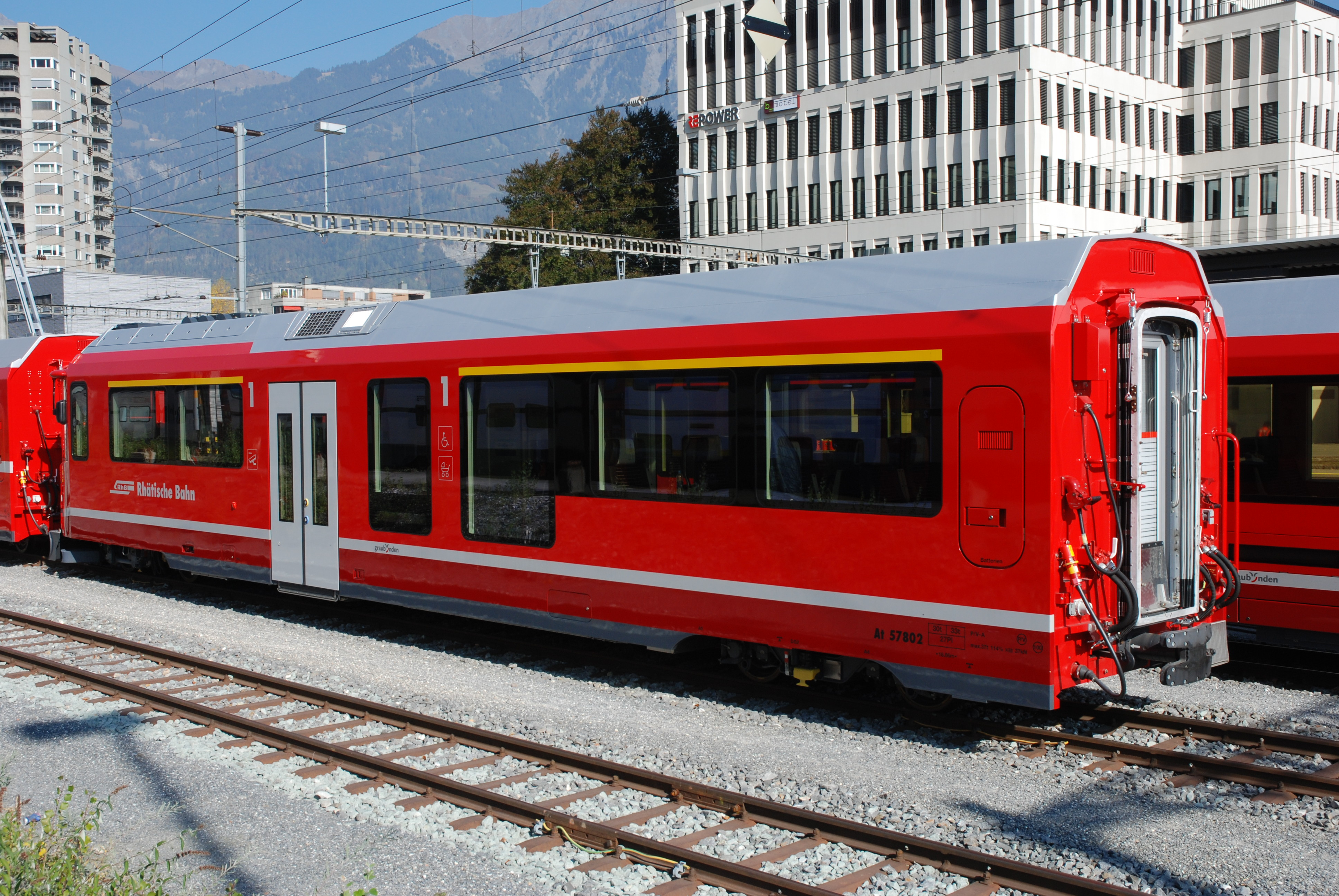
制御車のAt 578形の連結面、編成内は基本的に半永久連結器が使用されるが、制御車との間のみねじ式連結器が使用される、2018年

### 主要諸元
| 項目                 | 形式             | Bi 576                                   | B 574                                    | B 573                                    | B 577                                    | AB 572                                   | A 570                                    | At 578                                   |
| 車号                 | 01-06            | 01-06                                    | 01-06                                    | 01-06                                    | 01-06                                    | 01-06                                    | 01-06                                    |                                          |
| -------------------- | ---------------- | ---------------------------------------- | ---------------------------------------- | ---------------------------------------- | ---------------------------------------- | ---------------------------------------- | ---------------------------------------- | ---------------------------------------- |
| 軌間                 | 軌間             | 1000mm                                   | 1000mm                                   | 1000mm                                   | 1000mm                                   | 1000mm                                   | 1000mm                                   | 1000mm                                   |
| 車軸配置             | 車軸配置         | 2'2'+2'2'+2'2'+2'2'+2'2'+2'2'+2'2'       | 2'2'+2'2'+2'2'+2'2'+2'2'+2'2'+2'2'       | 2'2'+2'2'+2'2'+2'2'+2'2'+2'2'+2'2'       | 2'2'+2'2'+2'2'+2'2'+2'2'+2'2'+2'2'       | 2'2'+2'2'+2'2'+2'2'+2'2'+2'2'+2'2'       | 2'2'+2'2'+2'2'+2'2'+2'2'+2'2'+2'2'       | 2'2'+2'2'+2'2'+2'2'+2'2'+2'2'+2'2'       |
| 編成長               | 編成長           | 131450mm                                 | 131450mm                                 | 131450mm                                 | 131450mm                                 | 131450mm                                 | 131450mm                                 | 131450mm                                 |
| 全長                 | 全長             | 18220mm                                  | 18750mm                                  | 18750mm                                  | 18750mm                                  | 18750mm                                  | 19170mm                                  | 18860mm                                  |
| 車体長               | 車体長           | 17800mm                                  | 17800mm                                  | 17800mm                                  | 17800mm                                  | 17800mm                                  | 17800mm                                  | 17960mm                                  |
| 車体幅               | 車体幅           | 2670mm                                   | 2670mm                                   | 2670mm                                   | 2670mm                                   | 2670mm                                   | 2670mm                                   | 2670mm                                   |
| 全高                 | 全高             | 3735mm                                   | 3735mm                                   | 3735mm                                   | 3735mm                                   | 3735mm                                   | 3735mm                                   | 3800mm                                   |
| 屋根高               | 屋根高           | 3735mm                                   | 3735mm                                   | 3735mm                                   | 3735mm                                   | 3735mm                                   | 3735mm                                   | 3735mm                                   |
| 床面高               | 床面高           | 450/960mm                                | 960mm                                    | 960mm                                    | 960mm                                    | 960mm                                    | 960mm                                    | 450/960/1050mm                           |
| 軸距                 | 軸距             | 1800mm                                   | 1800mm                                   | 1800mm                                   | 1800mm                                   | 1800mm                                   | 1800mm                                   | 1800mm                                   |
| 台車中心間距離       | 台車中心間距離   | 12800mm                                  | 12800mm                                  | 12800mm                                  | 12800mm                                  | 12800mm                                  | 12800mm                                  | 12830mm                                  |
| 車輪径               | 車輪径           | 685mm                                    | 685mm                                    | 685mm                                    | 685mm                                    | 685mm                                    | 685mm                                    | 685/810mm                                |
| 自重                 | 自重             | 172/196t                                 | 172/196t                                 | 172/196t                                 | 172/196t                                 | 172/196t                                 | 172/196t                                 | 172/196t                                 |
| 定員                 | 編成             | 1等90名、2等217名、折畳席17名、車椅子4名 | 1等90名、2等217名、折畳席17名、車椅子4名 | 1等90名、2等217名、折畳席17名、車椅子4名 | 1等90名、2等217名、折畳席17名、車椅子4名 | 1等90名、2等217名、折畳席17名、車椅子4名 | 1等90名、2等217名、折畳席17名、車椅子4名 | 1等90名、2等217名、折畳席17名、車椅子4名 |
| 定員                 | 1等              | -                                        | -                                        | -                                        | -                                        | 29名                                     | 34名                                     | 27名                                     |
| 定員                 | 2等              | 41名                                     | 64名                                     | 64名                                     | 32名                                     | 16名                                     | -                                        | -                                        |
| 定員                 | 車椅子           | 2名                                      | -                                        | -                                        | -                                        | -                                        | -                                        | 2名                                      |
| 定員                 | 折畳席           | 3名                                      | -                                        | -                                        | 14名                                     | -                                        | -                                        | -                                        |
| 定員                 | 自転車           | -                                        | 1台                                      | 1台                                      | 10台                                     | 1台                                      | 1台                                      | 1台                                      |
| 最高速度             | 最高速度         | 100km/h                                  | 100km/h                                  | 100km/h                                  | 100km/h                                  | 100km/h                                  | 100km/h                                  | 100km/h                                  |
| ブレーキ装置         | ブレーキ装置     | 空気/真空両用ブレーキ、ばねブレーキ      | 空気/真空両用ブレーキ、ばねブレーキ      | 空気/真空両用ブレーキ、ばねブレーキ      | 空気/真空両用ブレーキ、ばねブレーキ      | 空気/真空両用ブレーキ、ばねブレーキ      | 空気/真空両用ブレーキ、ばねブレーキ      | 空気/真空両用ブレーキ、ばねブレーキ      |
| 信号保安装置         | 信号保安装置     | -                                        | -                                        | -                                        | -                                        | -                                        | -                                        | ZSI-127                                  |
| 連結器               | 連結器           | ねじ式連結器 /半永久連結器               | 半永久連結器                             | 半永久連結器                             | 半永久連結器                             | 半永久連結器                             | 半永久連結器 /ねじ式連結器               | ねじ式連結器                             |
| 装備一覧             | 運転室           | ×                                        | ×                                        | ×                                        | ×                                        | ×                                        | ×                                        | ○                                        |
| 装備一覧             | 低床客室         | ○                                        | ×                                        | ×                                        | ×                                        | ×                                        | ×                                        | ○                                        |
| 装備一覧             | 展望室           | ○                                        | ×                                        | ×                                        | ×                                        | ×                                        | ×                                        | ×                                        |
| 装備一覧             | 子供エリア       | ×                                        | ×                                        | ×                                        | ○                                        | ×                                        | ×                                        | ×                                        |
| 装備一覧             | ベビーカー置場   | ×                                        | ○                                        | ○                                        | ○                                        | ○                                        | ○                                        | ×                                        |
| 装備一覧             | 自転車置場       | ×                                        | ○                                        | ○                                        | ○                                        | ○                                        | ○                                        | ○                                        |
| 装備一覧             | トイレ           | ×                                        | ×                                        | ×                                        | ○                                        | ×                                        | ○                                        | ×                                        |
| 装備一覧             | 車椅子対応トイレ | ○                                        | ×                                        | ×                                        | ×                                        | ×                                        | ×                                        | ○                                        |
| 1. 2. 3. 4. 5. 6. 7. |                  |                                          |                                          |                                          |                                          |                                          |                                          |                                          |

## 運行
- 本形式はABi 5701編成のうち6両の2015年12月3-4日のレーティッシュ鉄道への入線後、12月14日には報道公開が行われたほか、その後各種の試運転を実施しており、並行して2016年7月10-11日のアルブラ線の世界遺産記念日にABi 5701編成が初めて一般公開され、その後、同年9月10日の新アルブラトンネル工事現場の公開日にも一般公開されている。この際にはABi 5701編成のA 57001号車の車体に姉妹鉄道である箱根登山鉄道のロゴと桜のデザインのイラスト、「1979年から姉妹鉄道です」のメッセージが入り、車内に箱根町伝統工芸品である寄木細工の富士山のパネルが設置され、箱根登山鉄道と箱根町からも式典に出席者が派遣されている。
- 2016年12月11日からの2016-17冬ダイヤから定期運行を開始しており、2017年にサンモリッツで開催されたアルペンスキー世界選手権に合わせてABi 5704編成までの4編成が運行を開始している。その後2017年夏までに全6編成が運行を開始している。その後制御客車のABi 578形が2016年11月以降、2017年9月までに6両が導入され、試運転終了後順次運用を開始している。ABi 578形の導入後は本形式の制御引通線に対応したABe8/12 3501-3515形と真空/空気両用ブレーキ対応にしているGe4/4III形の更新改造機が牽引をしているが、Ge4/4II形の引通線・真空/空気両用ブレーキ対応機での牽引も可能となっている。
- 2019年夏平日ダイヤ[9]では、クール - サンモリッツ間のIR（インターレギオ[10]）および一部早朝・夜間の各駅停車としてGe4/4III形が牽引する3運用とABe8/12 3501-3515形が牽引する3運用の計6運用が設定されて本形式が使用されており、そのうちGe4/4III形が牽引する1往復にはWR 3810-3812形[11]もしくはWR 3813II形食堂車1両を連結しているほか、必要に応じEW II系などの一般の客車が増結されている。このインターレギオはクール発が6時台から19時台の各58分発、7時台から19時台の各02分発と5時41分発となっており、サンモリッツ方面は所要2時間、クール方面は所要2時間1分となっている。
- 本形式が運用されるアルブラ線はレーティッシュ鉄道のメインラインであり、クール - サンモリッツ間の全長89.0km、最急勾配35パーミル、標高569-1820mで、途中、同鉄道で一番高い橋である全長164m、高さ89mの石造橋であるソリス橋、同鉄道随一の名所である、全長141m、最大高さ65mの6連アーチの石造橋のラントヴァッサー橋、全長5866mのアルブラトンネル等を経由する路線であり、クール - ライヒェナウ・タミンスまでの間9.7kmほか4区間が複線、クール - ドマート/エムス間は1435mm/1000mm軌間の三線軌条となっている。

## 同形機

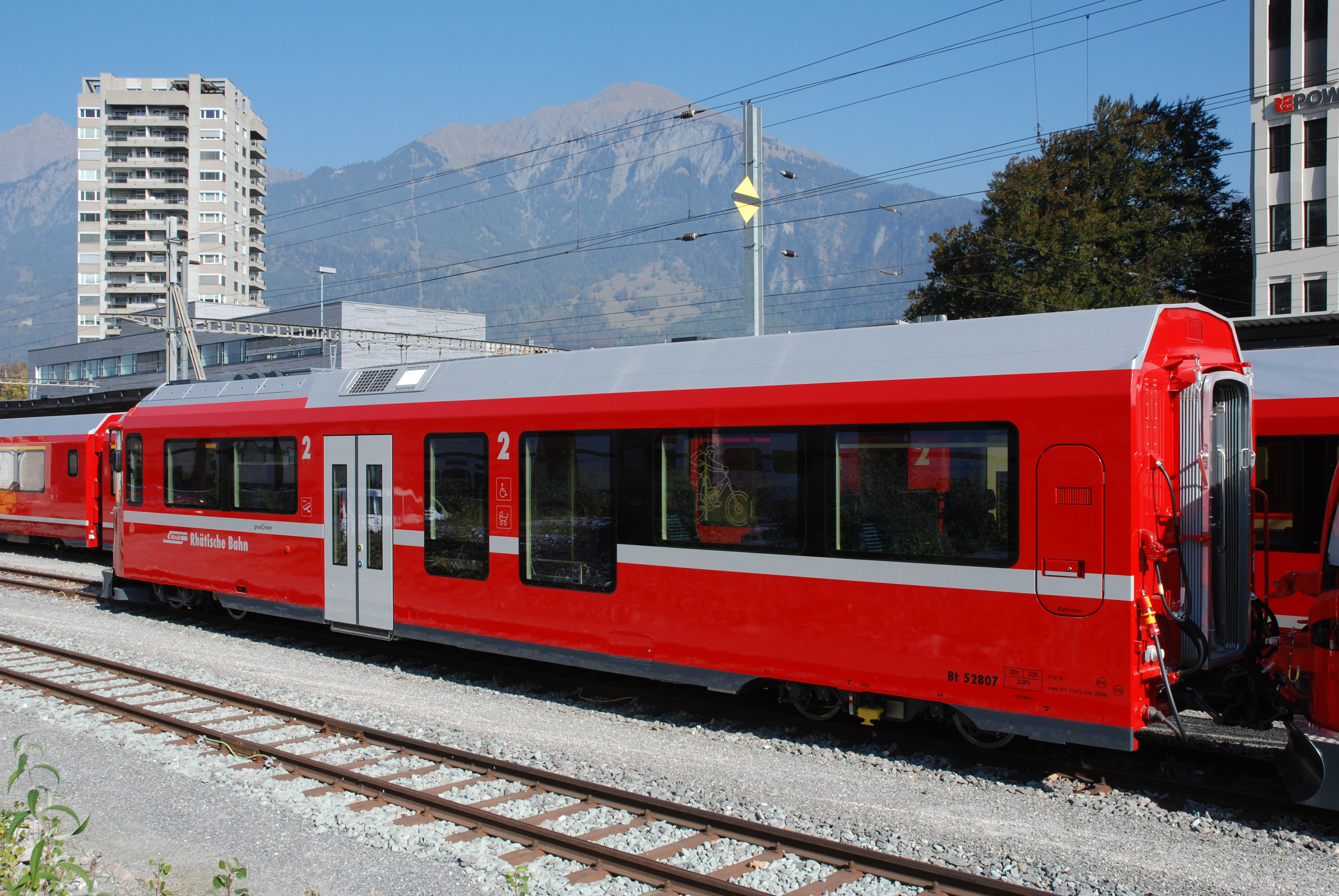
At 578形と同型の制御車であるBt 528形、全室2等室で車体塗装は一般客車と同一となっている、2018年

### Bt 528形
- 2013年10月にABi 5701-5706形に制御客車のAt 578形が追加されることとなった際に、あわせて一般旅客列車用の制御客車であるBt 52801-13号車までの13両が用意されることとなった。この車両はAt 578形と同一の車体・台車の、客室を1等室から2等室に変更した部分低床式で車椅子スペースや車椅子対応トイレも同様に装備している汎用の制御客車であり、Ge4/4II形とEW I系 - EW IV系客車での編成で運用することで一般旅客列車のバリアフリー対応化を進めるとともに、終端駅での機関車付替の作業を省略による省力化を図ることとし、ABi 5701-5706形の増結編成として運用することも想定したものとなっている。
- 本形式は2018年1月から同年中に8両が導入され、その後13両が揃えられる予定となっている。2019年夏ダイヤではGe4/4II形による客車列車はディセンティス/ミュスター - ラントクアルト - サメダン間、サメダン - ポントレジーナ間の列車を中心に20運用が設定されており、BDt 1751-1758形やEW II系のBDt 1721-1723形とともに[12]これらの運用に使用されている。
- Bt 528形はAt 578形と同一の車体や運転室を備えているが、車体塗装は一般客車と同じ赤色をベースに窓下に銀色の帯を入れたものとなっており、主要諸元は以下の通りとなっている。
  - 全長：18860mm
  - 車体長：17960mm
  - 車体幅：2670mm
  - 定員：2等32名、折畳席4名、車椅子2名
  - 自重：空車31t/積車37t